# 浩然

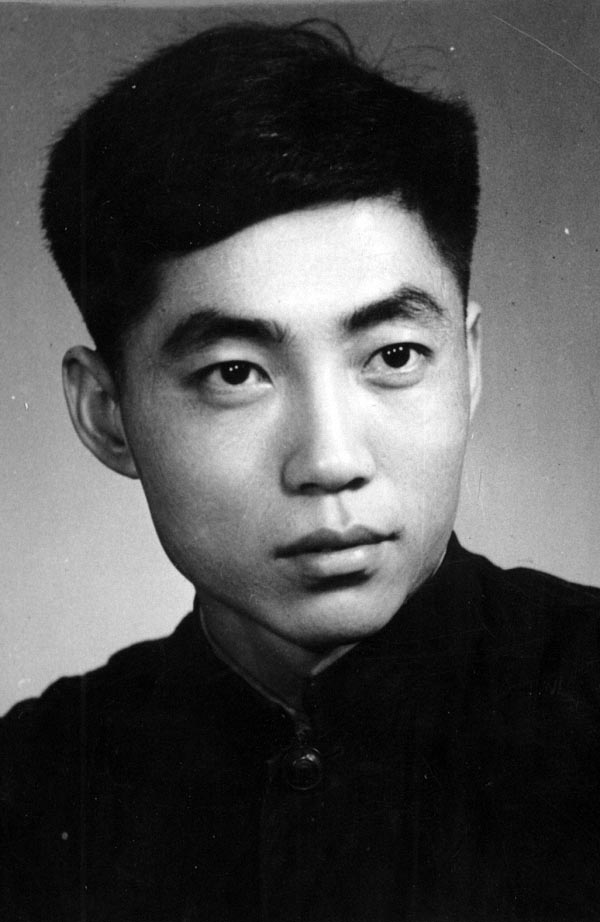

浩然（1932年—2008年2月20日），本名梁金广，曾用笔名白雪、盘山，男，祖籍天津市宝坻区朝霞街道单家庄，生于唐山赵各庄煤矿，中华人民共和国当代作家，作品逾千万字。

## 生平
浩然10岁丧父，12岁丧母，成了孑然一身的孤儿。1946年家乡作为解放区土改，他才从霸占了其父母房产的亲戚那里讨回了祖居。14岁参加革命，当了乡儿童团团长（脱产），16岁入党，17岁当了基层团干部，并开始自学文化。此前只念过半年私塾，三年小学。用浩然自己的话：处在半文盲状态。1949年秋天《河北青年报》创刊，河北团省委号召青年团干部为自己的报纸写稿。浩然当时正在河北省蓟县搞农村基层建团工作，觉得责无旁贷，他立即响应，写出一篇又一篇，不断向报纸反映自己所见所闻的新生活，抒发其从孤儿到基层团干部对人生的美好情绪。浩然狂热地喜欢上了写作，对自己满怀信心。“从打一喜欢上写作，我就认定这是我该做的事，我能行，认定自己写的稿子早晚要在报刊上发表出来。”写稿一年多后，浩然的文字终于有了变成铅字的机会：1950年10月，《河北青年报》发表了他的一篇小新闻通讯《姐姐进步了》。1953年调通县地委党校任教育干事，参加了贯彻农村统购统销政策运动。1954年，浩然的反映农村新生活的两篇通讯发表在《河北日报》文艺副刊上，由此他被选拔调到《河北日报》通县专区记者站任记者（浩然口述自传说是在通县地委党报任记者）。一直到1956年在老舍主编的11月号的《北京文艺》上，刊出了第一部短篇小说《喜鹊登枝》，浩然经过了七年的跋涉历程，在此期间写出了200多首诗歌，自编自演30多出农村小戏，70多篇故事和小说，其中包括两部中篇和一部长篇小说；整理出十多篇民间传说故事，采写了400多篇新闻报道稿件等，字数超过150多万字，其中95％成了习作废品，其余见报的，多是新闻报道、自编自演的小戏、登在“报屁股”上的小歌谣。
1954年任河北日报记者、北京俄文《友好报》记者、《红旗》杂志文艺组编辑。有人反映他上班时间写小说，不务正业。红旗杂志常务副总编辑邓力群找浩然谈话，浩然承认确有其事准备挨批，不料邓力群让他请创作假集中精力创作《艳阳天》。
1956年发表短篇小说集《喜鹊登枝》、《苹果要熟了》、《珍珠》、《蜜月》、《杏花雨》、《老支书的传闻》，短篇选集《彩霞集》，散文集《北京街头》。

1960年浩然作为下放干部到山东省昌乐县东村劳动锻炼8个月。在昌乐的8个月，浩然写出了20多部短篇小说。浩然曾回忆当时写作的情景：
“那时写东西从不讲究什么场合，田间地头、推土车架上、粪筐上、场院屋的炕头上，都能凑合着写。晚上屋里那盏小煤油灯经常亮到鸡叫头遍。”“当深夜，我披着月光，漫步在寂静清爽、飘着米穀香味的场边上，许多激动过我的事情都展现在眼前，许多话语都涌到唇边，急不可待要向别人倾诉。于是我把粪娄翻扣在场上，在上面铺一条麻袋，把保险灯捻亮，就趴在这个‘桌子’上写开了。……有时为防蚊子叮咬，不得不换上长衣长裤，把袖口扎起来，常常是一写到半夜，还看了场，一举两得。”
1962年发表第一部长篇小说《艳阳天》；随后又推出了同书的第二部、第三部（1965），並被改编摄制成同名电影。当时比浩然大六岁的妻子没有文化、没有工作，夫妻俩有4个年幼的孩子，浩然仍然把《艳阳天》所得稿费1万余元全部交了党费。1964年底，浩然调入北京市文联工作，成为专业作家。
文革初期，浩然被军宣队为主的工作组推举为市文联革委会副主任。老舍沉湖前一天被红卫兵揪斗，他借口说老舍是“现行反革命”需送派出所，保护了老舍。成立红卫兵组织，保护本单位作家，不许外单位组织来抄家、批斗。文革中，陷入派性斗争；对小说家端木蕻良、骆宾基、草明、剧作家杜印等老作家看不顺眼，认为他们有问题，对其进行批斗。
浩然1971年之后，即着手整理文革前的旧作。历时一年许，先后编成《幼苗集》和《春歌集》两个集子。
1972年出版了另一长篇小說《金光大道》。並在1975年出版《金光大道》第二部、1976年出版第三部、1977年出版第四部。（韦君宜對此评论说“能编得比较像个故事”，“架子是由编辑帮他搭的”）……
小说《艳阳天》及他的写作才能受到江青多次肯定，并在文艺极度萧条时被改编为同名电影（长春电影制片厂1973年出品，导演林农，主演张连文、郭振清、张明子、马精武）。在天桥剧场、钓鱼台、大寨、人民大会堂等地多次得到江青的接见。
1973年，出席中共第十次全国代表大会。1974年写作出版了表现西沙自卫反击战的中篇诗体小说《西沙儿女》上下篇和《百花川》。1975年出席第四届全国人大，並當選為第四屆全國人大常委會委員。1976年9月成为文学界唯一参加毛泽东主席治丧委员会的代表。常以“文学工作者”、“文化界人士”名义参加外事接待、见诸报端，曾出访日本。1977年任北京市革命委員會委員。
“四人帮”下台以后，他受到清查，1978年被取消第五屆全國人大代表資格。结论是“不是帮派分子，在文革中摔了跤，但没有完全陷进去”。还是有人肯定他“没有借此踹别人”、“还能把握住自己”、“是个好人”。他在感情上不能接受文革是“浩劫”的论定，“不能像大多数人那样反思”。茅盾遂以“八个样板戏一个作家”称之。
文革後出版了短篇集《花朵集》、《姑娘大了要出嫁》、《高高的黄花岭》，长篇小说《山水情》（又名《男婚女嫁》）、《晚霞在燃烧》、《乡俗三部曲》（《乐土》、《活泉》、《圆梦》）、《苍生》（获1990年中国大众文学学会颁发的中国大众文学特等奖，被改编为同名电视剧播出）等小说，1985年出版了三卷本《浩然选集》（天津百花文艺出版社）。曾任《北京文学》主编。有人评论“《苍生》还是有思想局限，对改革开放理解不是很透，对合作化留恋得太多”。被认为“擅长刻画安分守已、吃苦耐劳的农民”，“作品充满民间文化的泥土气息”。
1986年11月，他携妻子来河北省三河县长期深入生活，先在段甲岭镇挂职副镇长。1987年5月，经三河县政协会议通过，聘请他为县政协名誉主席。1987年秋，他又被推举为段甲岭镇名誉镇长。1993年6月15日，浩然突发脑血栓，6月17日住进通县解放军263医院。京华出版社1994年出版《金光大道》全四卷本，其中第四卷是首次公开出版。1996年10月22日，浩然去西安边疗养边写作，11月4日，突发脑昏迷三天两夜不醒，经抢救又脱离危险。
1997年5月，在北京市作家协会第三次代表大会上，浩然当选为北京作协主席。2002年11月11日，浩然因脑血栓再次复发住院，从此一直处于深度脑昏迷状态。2003年9月改任北京市作协名誉主席。2008年2月20日，浩然因病在北京逝世，享年76岁。浩然遗体告别式定于2月28日在八宝山革命公墓第一告别室举行，其骨灰与2006年去世的老伴一同安葬在河北三河市灵泉灵塔公墓。
浩然还出版了多种儿童文学集。他被稱為生活在农民中间、为农民而写作的作家，作品充满了民间文化泥土气息。 
1998年秋答记者问时，谈到准备写自传，要“说清楚”自己“不是蟊贼，不是爬虫，而是一个普通的文艺战士，一个有所贡献、受了伤的文艺战士”。其中对昔日辉煌的留念（小说发行350万册），对《艳阳天》、《金光大道》的肯定性评价（称“真实记录了那时的社会和人，那时人们的思想情绪”），引起了广泛的批评。2000年出版《浩然口述自传》（华艺出版社）。

## 作品

### 长篇小说
- 《艳阳天》
  - 第一部上下册，1962年，人民文学出版社
  - 第二部1965年，人民文学出版社
  - 第三部1965年，人民文学出版社
- 《金光大道》全四卷本，1994年京华出版社
  - 第一部1972年，北京人民出版社
  - 第二部1974年，北京人民出版社
  - 第三部1976年，北京人民出版社
  - 第四部1977年
- 《西沙儿女》诗体小说
  - 正气篇，1974年6月，北京人民出版社
  - 奇志篇上下卷，1974年12月，北京人民出版社

文革以后
- 《山水情》上下卷，1980年百花文艺出版社
- 《晚霞在燃烧》1985年中原农民出版社
- 《迷阵》1988年百花文艺出版社
- 《苍生》1988年北京十月文艺出版社
- 自传体小说
  - 《乐土》1989年人民文学出版社，童年
  - 《活泉》1993年人民文学出版社，少年
  - 《圆梦》1998年人民文学出版社，青年

### 短篇小说
- 《喜鹊登枝》1956年作家出版社
- 《苹果要熟了》1959年作家出版社
- 《珍珠》1962年百花文艺出版社
- 《蜜月》1962年北京出版社
- 《杏花雨》1963年上海文艺出版社
- 《老支书的传闻》1966年北京人民出版社
- 《彩霞集》短篇选集，1963年中国青年出版社
- 《春歌集》短篇选集，1973年天津人民出版社
- 《花朵集》短篇选集，1980年四川人民出版社

儿童文学
- 《小河流水》1962少年儿童出版社
- 《翠绿色的夏天》1964百花文艺出版社
- 《翠泉》1966少年儿童出版社
- 《幼苗集》1973年北京人民出版社
- 《七月槐花香》1973年天津人民出版社
- 《欢乐的海》1974年天津人民出版社
- 《弟弟变成了小白兔》1980年湖北人民出版社
- 《浩然儿童故事选》1980北京出版社
- 《七岁象嫩芽一样》1981新蕾出版社
- 《机灵鬼》1983吉林人民出版社
- 《勇敢的草原》1984人民文学出版社
- 《浩然儿童小说选》1986年湖南少年儿童城出版社

### 中篇小说
- 《弯弯的月亮河》1982年百花文艺出版社
- 《浮云》1983年吉林人民出版社
- 《战士小胡》1983年河南少年儿童出版社
- 《家不出去的傻丫头》中篇小说集，1985年人民文学出版社
- 《乡村一个男子汉》1985年百花文艺出版社
- 《乡俗三部曲》1986年春风文艺出版社
  - 《寡妇门前》
  - 《终身大事》
  - 《半路夫妻》

### 散文
- 《北京街头》散文集，1963年北京出版社
- 《大地的翅膀》散文集，1976年人民文学出版社

回忆录
- 《婚姻小路上的爱情坎坷》回忆录集，1993年青岛出版社
- 《我的人生：浩然口述自传》2000年华艺出版社
- 梁秋川《曾经的艳阳天-我的父亲浩然》2013年团结出版社

### 文集
- 《浩然文集》两卷，1983-1984年，春风文艺出版社
- 《浩然选集》五卷，1984-1992年，百花文艺出版社
- 《浩然全集》共18册，2005年，中国文史出版社。收入作者创作的小说、散文、诗歌等各种文学作品达1200万字。